# Гильем
Гильем (кат. Guillem, окс. Guilhèm, гаск. Guilhem) — русская транскрипция окситанской, гасконской и каталонской форм французского имени Гильом.

## Известные носители имени
- Гильем I (граф Рибагорсы) (ум. после 976) — граф-соправитель Рибагорсы с 950/956.
- Гильем II (граф Рибагорсы) (ум. ок. 1018) — граф Рибагорсы с 1011.
- Гильем I (герцог Васконии) (ум. 848/852) — граф Бордо и герцог Васконии с 846.
- Гильем II (граф Бордо), также известен как Гильом II Добрый (ум. 988) — граф Бордо с 977.
- Гильем I (граф Пальярса) (ум. ок. 950) — граф Пальярса с 948.
- Гильем II (граф Пальярс-Собиры) (ум. до 1035) — граф Пальярс-Собиры с 1010/1011.